# Tatuul brazilian
Tatuul brazilian (Tolypeutes matacus) este o specie de animale din genul Tolypeutes, familia Dasypodidae.